# Cerastium vagans
Cerastium vagans là loài thực vật có hoa thuộc họ Cẩm chướng. Loài này được Lowe mô tả khoa học đầu tiên năm 1838.